# Kyzylsu (autonomní kraj)
Kyrgyzský autonomní kraj Kyzylsu (čínsky v českém přepisu Kche-c’-le-su Kche-er-kche-c’ c’-č’-čou, pchin-jinem Kèzīlèsū Kē'ěrkèzī Zìzhìzhōu, znaky 克孜勒苏柯尔克孜自治州; kyrgyzsky قىزىلسۇۇ قىرعىز اپتونوم وبلاسى, Kyzylsú Kyrgyz aptonom oblasy; ujgursky قىزىلسۇ قىرغىز ئاپتونوم ئوبلاستى‎, Qizilsu Qirghiz Aptonom Oblasti) je autonomní kraj v Čínské lidové republice. Leží na západních hranicích autonomní oblasti Sin-ťiang s Kyrgyzstánem a Tádžikistánem. Má rozlohu zhruba 70 tisíc čtverečních kilometrů a žije v něm více než 600 tisíc obyvatel, přičemž k roku 2010 Kyrgyzové tvořili 27 % obyvatelstva, a Chanové přes 6 %, etnickou většinou byli s 66 % Ujgurové. Správním střediskem kraje je Atuš.

## Historie
Několik let připojení regionu k Čínské lidové republice zde byla roku 1954 zřízena kyrgyzská autonomní oblast sestávající z okresů Atuš, Aqto, Akčij a Ulúčat, dosud spadajících pod prefektury Kašgar a Aksu. Následujícího roku byla oblast přeměněna v autonomní kraj. Roku 1986 byl okres Atuš reorganizován v městský okres.

## Administrativní členění
Autonomní kraj Kyzylsu se člení na čtyři celky okresní úrovně, a sice jeden městský okres a tři okresy. V městském okresu Atuš a Aqto je většina obyvatel ujgurské národnosti, v okresech Akčij a Ulúčat převažují Kyrgyzové.
| městský okres · Atuš okres · Aqto okres · Akčij okres · Ulúčat |                                      |                                       |                       |                    |                                  |
| Název                                                          | Název                                | Název                                 | Počet obyvatel (2020) | Rozloha km² (2020) | Hustota zalidnění (obyv. na km²) |
| čínsky: český přepis znaky                                     | ujgursky: český přepis arabské písmo | kyrgyzsky: český přepis arabské písmo | Počet obyvatel (2020) | Rozloha km² (2020) | Hustota zalidnění (obyv. na km²) |
| Městský okres                                                  |                                      |                                       |                       |                    |                                  |
| A-tchu-š’ 阿图什市                                             | Atuš ئاتۇش شەھىرى‎                    | Artyš ارتىش شاارى                     | 290 936               | 15 492             | 19                               |
| Okresy                                                         |                                      |                                       |                       |                    |                                  |
| A-kche-tchao 阿图什市                                          | Aqto ئاقتو ناھىيىسى                  | Aktó ﺍﻗﺘﻮﻭ وودانى                     | 226 005               | 24 107             | 9                                |
| A-che-čchi 阿合奇县                                            | Aqči ئاقچى ناھىيىسى‎                  | Akčij اقچىي وودانى                    | 44 369                | 11 425             | 4                                |
| Wu-čchia 乌恰县                                                | Ulughčat ئۇلۇغچات ناھىيىسى‎           | Ulúčat ۇلۇۇچات وودانى                 | 60 912                | 18 753             | 3                                |
|                                                                |                                      |                                       |                       |                    |                                  |
| Celkem                                                         | Celkem                               | Celkem                                | 622 222               | 69 779             | 9                                |